# Екере
Екере (швед. Ekerö) град је у Шведској, у крајње источном делу државе. Град је у оквиру Стокхолмског округа, је значајно предграђе града Стокхолма. Екере је истовремено и седиште истоимене општине.
Близу Екереа, а у саству истоимене општине, налази се Дротингхолмски дворац, боравиште шведске краљевске породице. Само насеље представља стециште богатих и славних Швеђана.

## Природни услови
Град Екере се налази у источном делу Шведске и Скандинавског полуострва. Од главног града државе, Стокхолма, град је удаљен 10 км западно.
Екере се развило у области јужног Упланда. Град се, заправо, развио на истоименом острву у оквиру језера Меларен, тречег о величини у Шведској. пре неколико деценија острво је мостом спојено са копном, тј. са градом Стокхолмом. Тло града је равничарско до бреговито. Надморска висина града је 10-25 м.

## Историја
Подручје Екереа било насељено још у време средњег века. Све до средине 20. века то је село без већег значаја. Тада је почео развој насеља у предграђе вила за богате становнике оближњег Стокхолма.

## Становништво
Екере је данас насеље средње величине за шведске услове. Град има око 11.000 становника (податак из 2010. г.), а градско подручје, тј. истоимена општина има око 26.000 становника (податак из 2012. г.). Последњих деценија број становника у граду брзо расте.
До средине 20. века Екере су насељавали искључиво етнички Швеђани. Међутим, са јачањем усељавања у Шведску, становништво града је веома шаролико.